# Hanukkà
Hanukkà o Hanukà ("Festa de les Llums" o "Festa de la Dedicació") és una celebració jueva que dura vuit dies.
S'inicia el 25 del mes de kislev i acostuma a tenir lloc pels voltants del Nadal, finalitza el dia 2 del mes de tevet (el dia 3 de tevet, quan kislev té només 29 dies).
Aquesta festivitat commemora la victòria dels macabeus dirigits per Judes Macabeu i els seus germans sobre Antíoc IV Epífanes (segle II aC), rei que volia hel·lenitzar del tot els costums, la litúrgia i les creences jueves. Es recorda especialment la purificació i dedicació del Temple de Jerusalem l'any 164 després de la victòria sobre els exèrcits d'Antíoc IV (Ma 4,36-59; 2Ma 10,1-8).
La festa també fa memòria del miracle de l'única gerra d'oli que el dia de la victòria trobaren incontaminada; era el que es necessitava per a poder mantenir encesa un dia la llanterna del Temple, però miraculosament la flama durà vuit dies, tal com explica el Talmud de Babilònia (Shab 21b).

## Festa de les llums
El ritual del festival marca l'encesa del canelobre de 9 braços, la hanukkiyyà on tradicionalment es comença pel primer braç i es va augmentant el nombre de llums enceses cada dia, fins a arribar a tenir-les totes enceses el dia vuitè. Aquest canelobre té un novè braç suplementari, anomenat xamaix, el qual serveix per encendre amb la seva llum els altres braços de la hanukkiyyà.
La sinagoga assenyala la solemnitat de la festa amb la lectura de la Torà o Pentateuc durant els vuit dies
A l'hora dels àpats els bunyols (sufganiyot) i les coques de patata fregides (latkes) són elements típics de la festa.
Després de l'establiment de l'estat d'Israel, la Hanukkà va començar a servir com a festivitat d'intercanvi de regals de manera semblant al Nadal cristià. Tanmateix, Hanukkà sempre ha tingut una especial importància festiva per als nens.

## Dates
- 2017: 12-20 de desembre
- 2018: 2-10 de desembre
- 2019: 22-30 de desembre[5]
- 2020: 10-18 de desembre
- 2021: 28 de novembre-6 de desembre[6]
- 2022: 18-26 de desembre
- 2023: 7-15 de desembre